# Mongolia (Schiff, 1904–1946)
Die Mongolia war ein 1904 in Dienst gestelltes Passagierschiff der US-amerikanischen Reederei Pacific Mail Steamship Company. Sie diente im Ersten Weltkrieg unter der taktischen Kennung ID-1615 als Truppentransporter für die US Navy und fuhr nach dem Krieg unter den Namen President Fillmore und Panamanian wieder als Passagierschiff bei verschiedenen Reedereien. 1946 wurde sie nach einem schweren Brand an Bord in Shanghai verschrottet.

## Planung und Konstruktion
Das 13.639 BRT große Dampfschiff wurde am 18. Dezember 1900 bei der Werft New York Shipbuilding in Camden im US-Bundesstaat New Jersey bestellt und am 7. Juni 1902 auf der Rampe J unter dem Namen Minnelora auf Kiel gelegt. Das Schiff wurde von dem Schiffsmagnaten Bernard N. Baker geordert, der es für seine 1881 in Baltimore gegründete Reederei Atlantic Transport Line (ATL) in Dienst stellen wollte. Im selben Zuge wurde ein baugleiches Schwesterschiff geordert, das bei der gleichen Werft am 9. September 1902 als Minnekahda auf Kiel gelegt wurde.

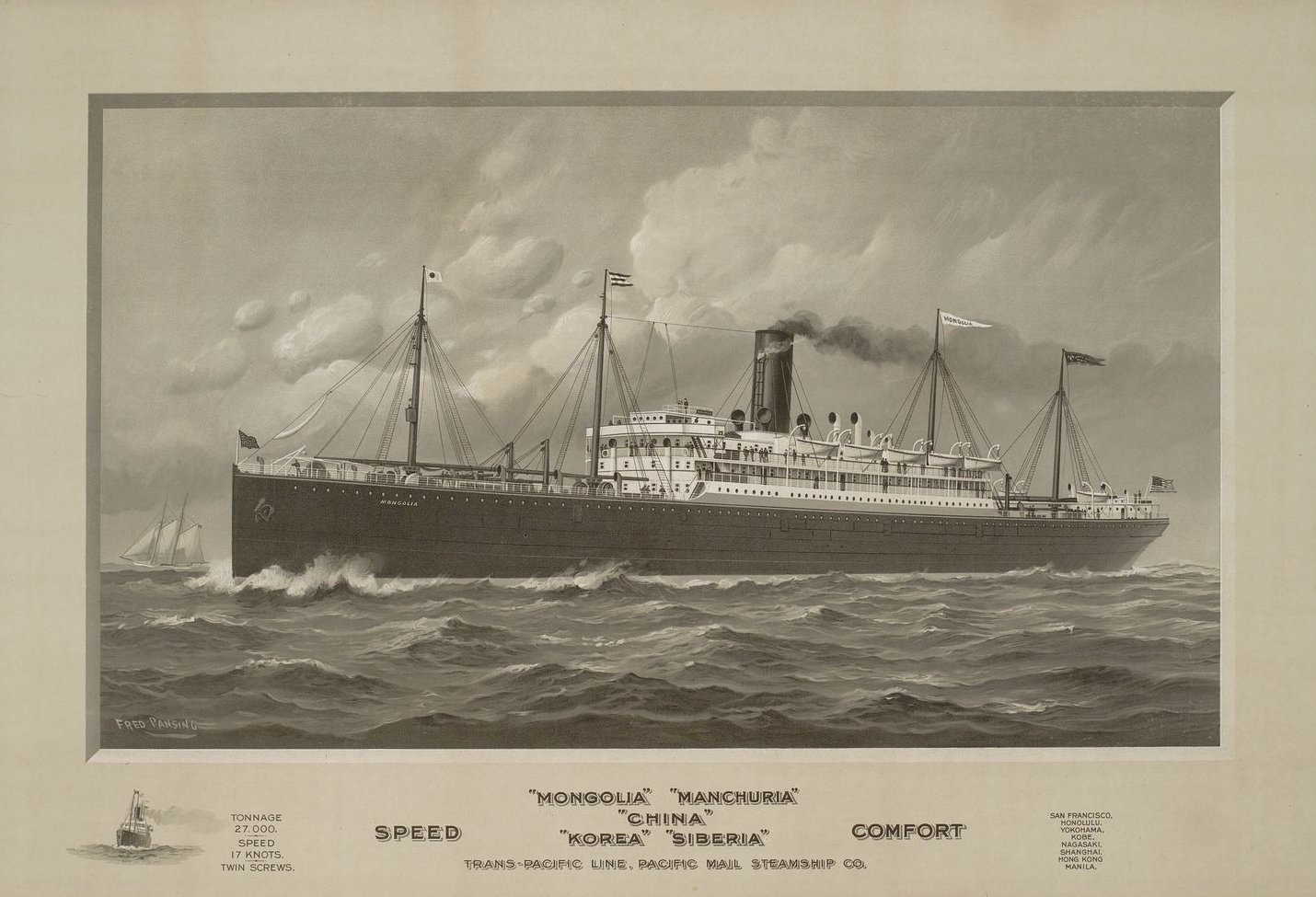
Werbeplakat mit der Mongolia als Motiv (vor 1912)

Baker wollte die beiden Dampfer seiner ATL-Flotte hinzufügen, deren Schiffsnamen alle mit „Minne-“ begannen und mit denen er am boomenden Handelsverkehr auf dem Nordatlantik um die Jahrhundertwende profitieren wollte. Im Gegensatz zu den bereits vorhandenen Schiffen wurden die beiden neuen aber trotz viel höherer Baukosten nicht in Großbritannien, sondern in den USA gebaut. Denn Baker war davon überzeugt, dass der Gesetzesentwurf zur Subventionierung des Schiffbaus, über den zu dem Zeitpunkt gerade im Kongress abgestimmt wurde, zu Zuschüssen für den Schiffbau seitens der US-Regierung in Bezug auf Konstruktion und Betrieb führen würde.
Nachdem der Gesetzesentwurf aber vom Kongress abgelehnt worden war, wurden die beiden Schwesterschiffe noch während der Bauphase umgehend zum Verkauf angeboten und von Edward Henry Harrimans Pacific Mail Steamship Company aufgekauft. Die Minnelora lief am 24. Juli 1903 als Mongolia und die Minnekahda am 2. November 1903 als Manchuria vom Stapel. Die Fertigstellung der Mongolia erfolgte im Januar 1904 und die Übergabe am 5. Februar 1904.

## Frühe Dienstjahre auf dem Pazifik
Das Schiff hatte einen Schornstein, vier Masten und zwei Propeller und konnte eine Geschwindigkeit von 16 Knoten erreichen. Es wurde von zwei achtzylindrigen Vierfachexpansionsdampfmaschinen angetrieben und verfügte über vier Doppelender- und vier Einender-Dampfkessel mit insgesamt 36 Feuerungen. Das Schiff war vier Decks hoch, hatte neun wasserdichte Türen und war mit einem zellularen Doppelboden ausgestattet. Es konnten 300 Passagiere in der Kabinenklasse und 1450 in der Dritten Klasse befördert werden.
Am 7. Mai 1904 lief die Mongolia zu ihrer Jungfernfahrt aus. Zusammen mit der Manchuria fuhr sie auf der Transpazifikroute von San Francisco über Hawaii nach Hongkong. Am 16. September 1906 lief sie bei den Midwayinseln auf Grund, kam aber aus eigener Kraft wieder frei, bevor die Schiffe Buford, Iroquois und Restorer eintrafen, die zu ihrer Hilfe aus Honolulu geschickt wurden. Am 23. April 1907 strandete sie vor der Stadt Moji an der japanischen Küste und am 16. Juli 1910 noch einmal vor der japanischen Provinz Izu.
Im August 1915 verkaufte die Pacific Mail Steamship Company wegen steigender Konkurrenz durch japanische Schiffslinien ihre fünf größten Dampfer an die Atlantic Transport Line, darunter die Mongolia, die Manchuria, die Korea, die Sibiria und die China. Sie gab auch Nachteile durch den von Senator Robert La Follette auf den Weg gebrachten Seaman’s Act (offiziell Act to Promote the Welfare of American Seamen in the Merchant Marine of the United States) vom 4. März 1915 als Grund an. Die Atlantic Transport Line wiederum benötigte Ersatz für ihre bisher erlittenen Kriegsverluste. Allein für die Mongolia zahlte sie 1,5 Millionen US-Dollar.

## Im Ersten Weltkrieg
Das Schiff fuhr am 9. November 1915 von San Francisco über das Kap Hoorn nach New York, von wo aus es am 5. Januar 1916 unter dem Kommando von Kapitän Emery Rice zu seiner ersten Fahrt nach London ablegte. Am 18. März 1917 lief die Mongolia zu ihrer neunten und letzten Überfahrt auf dieser Route aus. Da das Deutsche Reich am 1. Februar 1917 erneut den uneingeschränkten U-Boot-Krieg erklärt hatte, wurde die Mongolia mit drei 150-mm-Deckgeschützen zu ihrer Verteidigung ausgestattet, die von einer Geschützcrew der US Navy bedient wurden. Kurz darauf, am 19. April 1917, schoss (und möglicherweise versenkte) die Crew der Mongolia sieben Seemeilen südöstlich von Beachy Head im Ärmelkanal mit diesen Geschützen auf ein unbekanntes deutsches U-Boot. Es handelte sich dabei um den ersten Schuss aus den Kanonen eines amerikanischen Schiffs nach dem Kriegseintritt der Vereinigten Staaten am 6. April 1917.
Im darauf folgenden Monat kam es an Bord zu einem Unglück. Die Mongolia verließ New York am 20. Mai 1917 mit 265 Soldaten, Ärzten und Krankenschwestern Richtung Europa. Wenige Stunden nach dem Ablegen wurde östlich von Nantucket eine Schießübung durchgeführt. Die Kanonencrew feuerte dabei mit dem Heckgeschütz auf ein treibendes Ziel im Wasser. Etwa 40 Ärzte und Krankenschwestern verfolgten das Manöver von ihren Liegestühlen auf dem Bootsdeck aus mit. Ein oder mehrere Geschosse prallten gegen Stützpfeiler an Deck und ließen Granatsplitter umher fliegen, von denen die Krankenschwestern Emma Matzen, Edith Ayers und Helen Wood getroffen wurden. Ayers und Wood starben bei dem Zwischenfall. Die Mongolia kehrte mit der Flagge auf halbmast wehend nach New York zurück. Ayers und Wood waren die ersten amerikanischen Krankenschwestern, die im Ersten Weltkrieg ums Leben kamen. Sie wurden mit militärischen Ehren beigesetzt.
Für das nächste Jahr war die Mongolia, die immer noch ein ziviles Schiff war, mit dem Transport von Truppen und Vorräten nach Europa beschäftigt. Am 27. April 1918 wurde sie als Truppentransporter von der US Navy angefordert und am 8. Mai mit der Kennung USS Mongolia (ID-1615) als solcher in Dienst gestellt. Sie führte insgesamt 13 Truppenfahrten nach Frankreich durch, bis sie am 11. September 1919 aus dem Dienst der US Navy entlassen wurde.

## Späte Jahre
Nach Kriegsende wurde die Mongolia an die American Line verchartert und legte im Januar 1920 zu ihrer ersten Fahrt von New York nach Hamburg via Southampton und Antwerpen ab. Am 31. Dezember 1924 begann ihre letzte Überfahrt auf dieser Strecke. Ab dem 26. Februar 1926 fuhr sie für die Panama Pacific Line von New York über Panama nach San Francisco. Im Oktober 1929 wurde sie auf dieser Route von dem neuen, mehr als 20.000 Tonnen großen Motorschiff Pennsylvania ersetzt. Ihre letzte Fahrt für die Panama Pacific Line wurde vom Tod einer 37-jährigen Passagierin und dem Selbstmord eines jungen Mannes in der Touristenklasse markiert.
Anschließend wurde die Mongolia an die Dollar Line verkauft, umgebaut und mit Passagierunterkünften für 300 Erste-Klasse-Passagiere versehen. Unter dem Namen President Fillmore befuhr sie die folgenden zwei Jahre den „Round the World“-Service der Dollar Line von New York über Panama nach Kalifornien, Japan, China, durch das Mittelmeer und zurück nach New York. Im November 1931 wurde sie in New York aufgelegt. Während dieser Zeit kam sie 1938 in den Besitz der American President Lines, die die Bestände der bankrotten Dollar Line übernahm. 1940 wurde sie an die Compania Transatlantica Centroamericana verkauft, in Panama registriert und bekam den neuen Namen Panamanian.
Im Januar 1945 wurde die Panamanian, während sie im Hafen von Fremantle in Australien beladen wurde, bei einem Brand schwer beschädigt. Das Feuer brach an der Anlegestelle aus und griff über eine Ölpfütze auf dem Kai auf die Decksaufbauten des Schiffs über. Innerhalb kürzester Zeit standen die Kommandobrücke, das Salondeck und das Promenadendeck in Flammen. Nachdem das Feuer unter Kontrolle gebracht werden konnte, fachte starker Wind die Flammen erneut an. Die Panamanian wurde zwar notdürftig repariert, aber schließlich zum Abbruch nach Shanghai verkauft.